# 麻核桃
麻核桃（学名：Juglans hopeiensis）为胡桃科胡桃属下的一个种，1934年由中國植物分類學奠基人胡先驌發表。如今的文玩核桃所使用的核桃品種絕大多數是麻核桃。